# Gertrude Mary Woodward
Gertrude Mary Woodward (St Pancras, 1854 – 1939) è stata un'illustratrice scientifica britannica.

## Biografia
Figlia del geologo Henry Woodward e sorella dell'illustratrice Alice Bolingbroke Woodward, illustrò varie opere paleontologiche per il Museo di Storia Naturale di Londra e fu stimata dai suoi colleghi per l'accuratezza e la qualità dei suoi lavori ad acquerello. Disegnò anche i famosi fossili dell'uomo di Piltdown e altre opere di Arthur Smith Woodward, nonché opere del zoologo Ray Lankester. Spesso collaborò anche come illustratrice per la rivista di scienze della terra, co-fondata da suo padre e ancora oggi pubblicata, intitolata Geological Magazine.

## Galleria d'immagini

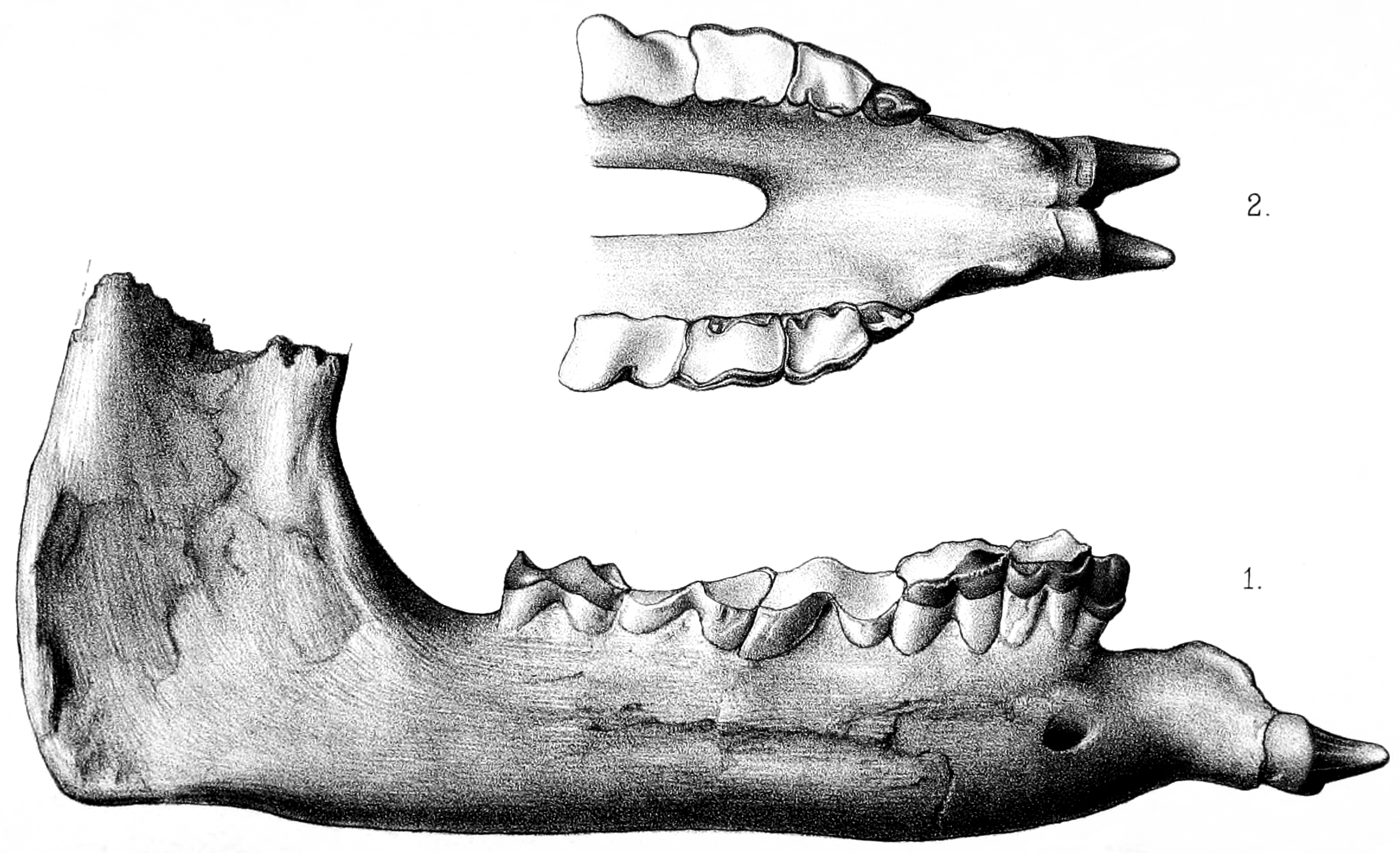
mascella di Paraceratherium.
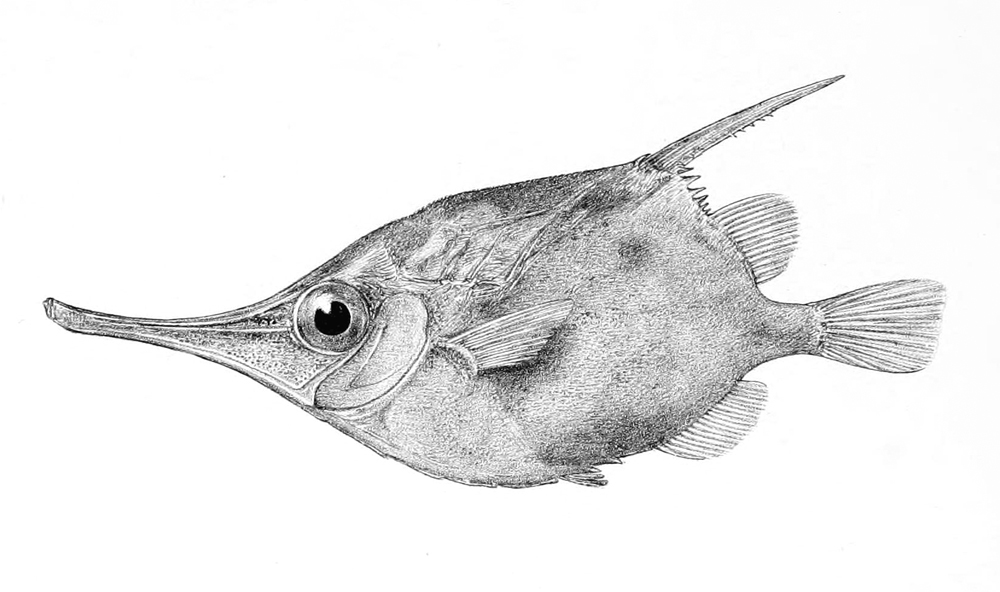
Notopogon lilliei.
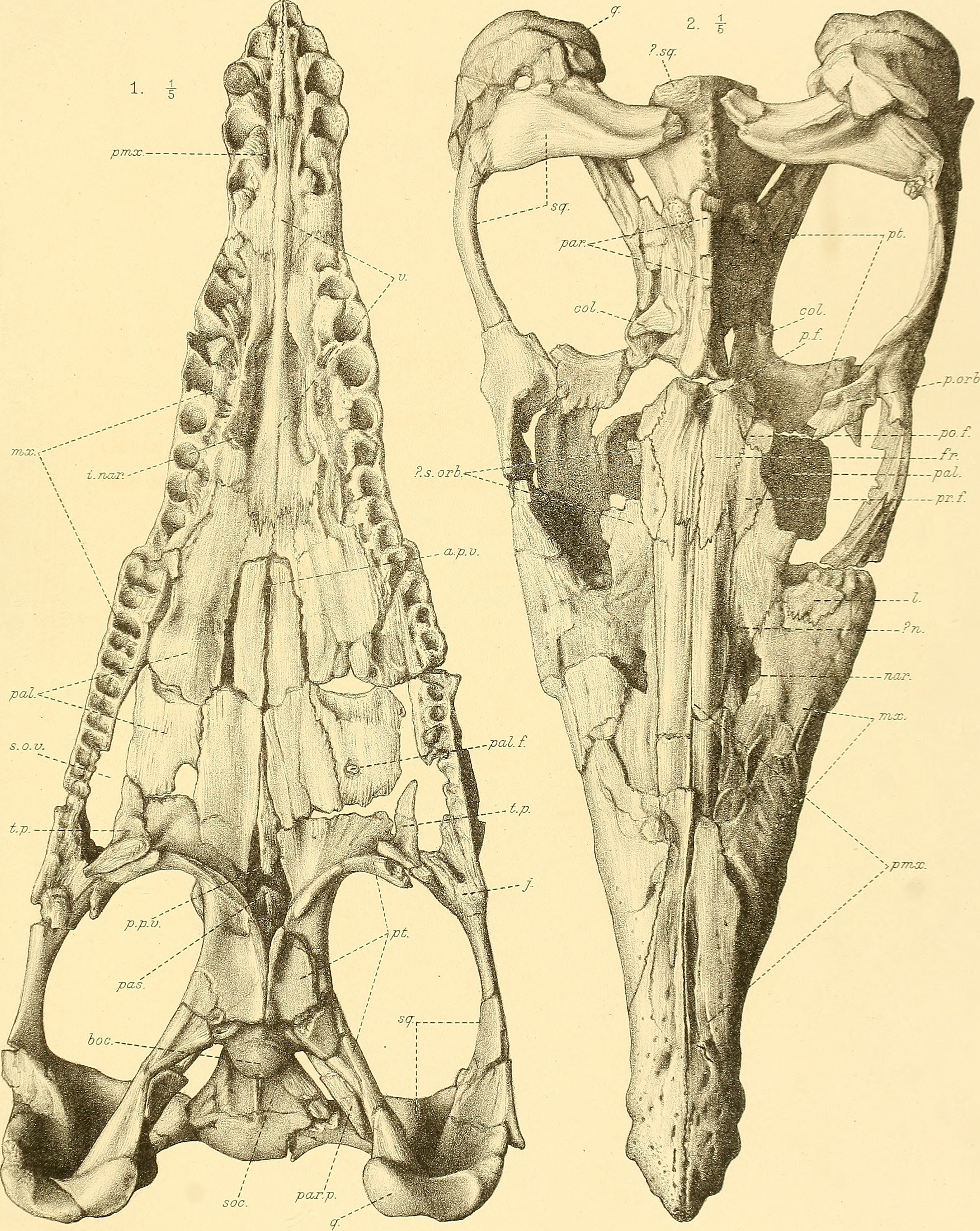
teschi di Liopleurodon.
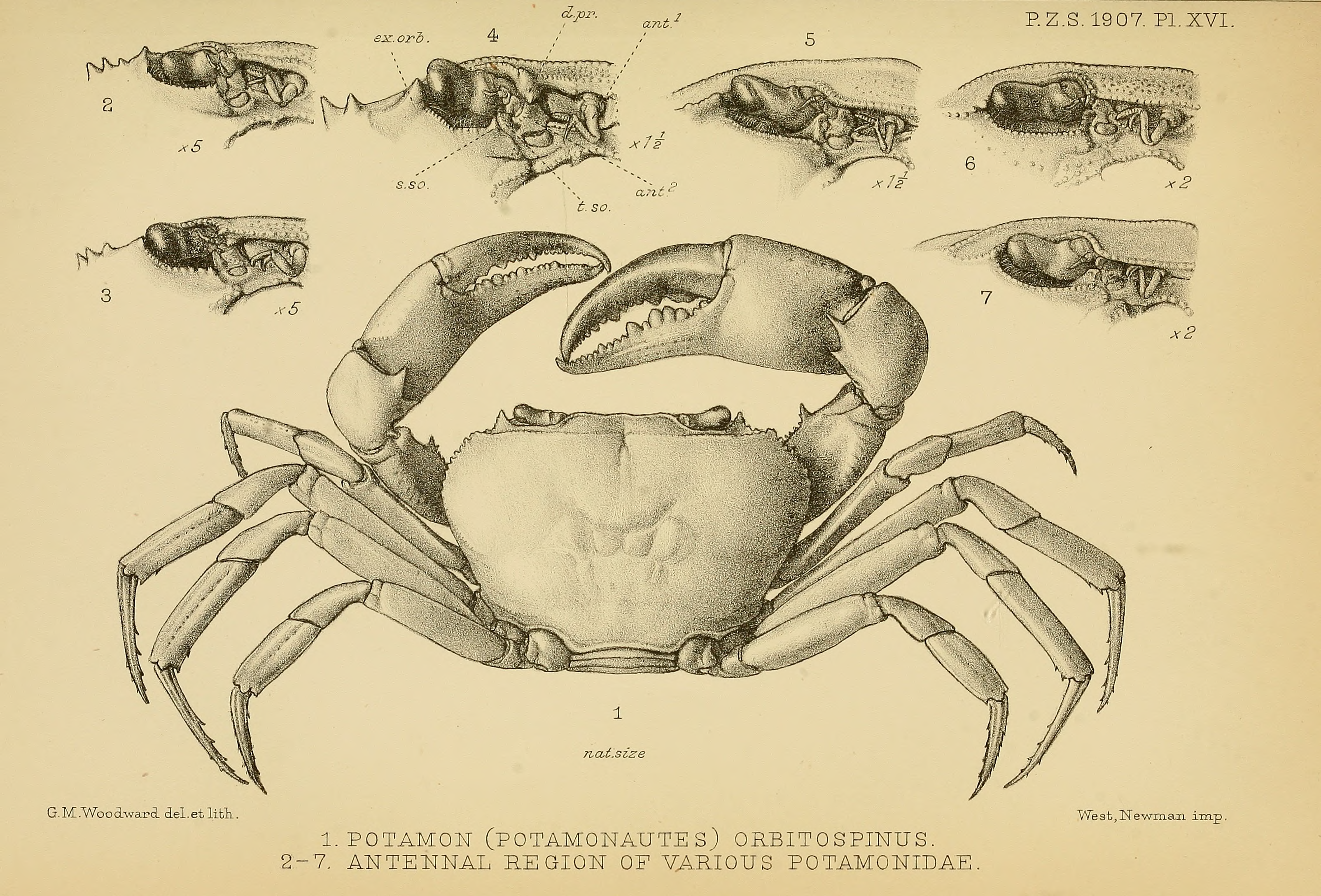
Potamonautes lirrangensis ed altri granchi.